# گوی‌تر علیا
گوی‌تر علیا، روستایی از توابع بخش مرزن‌آباد شهرستان کلاردشت در استان مازندران در ایران است.

## جمعیت
این روستا در دهستان بیرون‌بشم قرار دارد و براساس سرشماری مرکز آمار ایران در سال ۱۳۸۵، جمعیت آن ۴۷۴ نفر (۱۲۰خانوار) بوده است. مردم گوی‌تر علیا از قومیت طبری هستند. مردم گوی‌تر علیا به زبان طبری با گویش چالوسی سخن می‌گویند.